# Banize

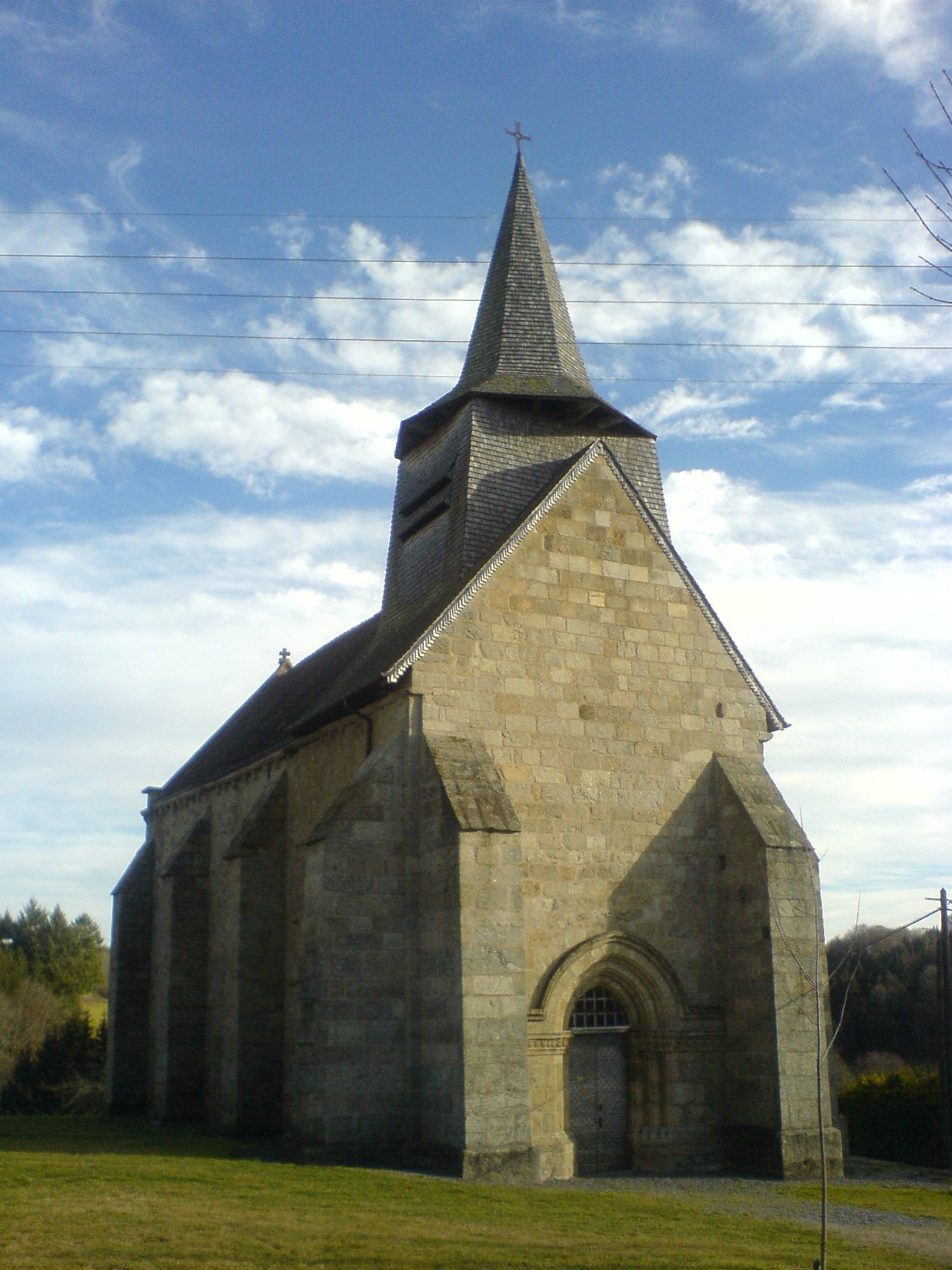
Kościół św. Sulpicjusza (2010)

Banize – miejscowość i gmina we Francji, w regionie Nowa Akwitania, w departamencie Creuse.
Według danych na rok 1990 gminę zamieszkiwało 149 osób, a gęstość zaludnienia wynosiła 10 osób/km² (wśród 747 gmin Limousin Banize plasuje się na 473. miejscu pod względem liczby ludności, natomiast pod względem powierzchni na miejscu 447.).

## Populacja

Populacja Banize w latach 1962–2008